# Megadyptes antipodes
Il pinguino degli antipodi (Megadyptes antipodes (Hombron & Jacquinot, 1841)), detto anche pinguino occhigialli o Hoiho in lingua māori, è un uccello appartenente alla famiglia degli Sfeniscidi, diffuso in Nuova Zelanda. È l'unica specie vivente del genere Megadyptes.

## Descrizione
È un pinguino di media taglia, in quanto ha un'altezza di 66–76 cm e un peso di 4-8,4 kg. Il piumaggio del pinguino degli Antipodi è bianco sul ventre e sui margini delle ali, grigio scuro-nero sul dorso e grigio con sfumatura gialla su guance e fronte; inoltre presenta una banda giallo limone più chiara, che parte dal becco e cinge la nuca circondando gli occhi anch'essi gialli. il becco è rosso con alcune parti rosa nella zona superiore e rosa con punta rossa in quella inferiore; le zampe sono rosa. I giovani hanno la testa color grigio chiaro senza quasi giallo, inoltre non presentano la banda chiara attorno agli occhi, che sono grigi e non gialli.

## Biologia

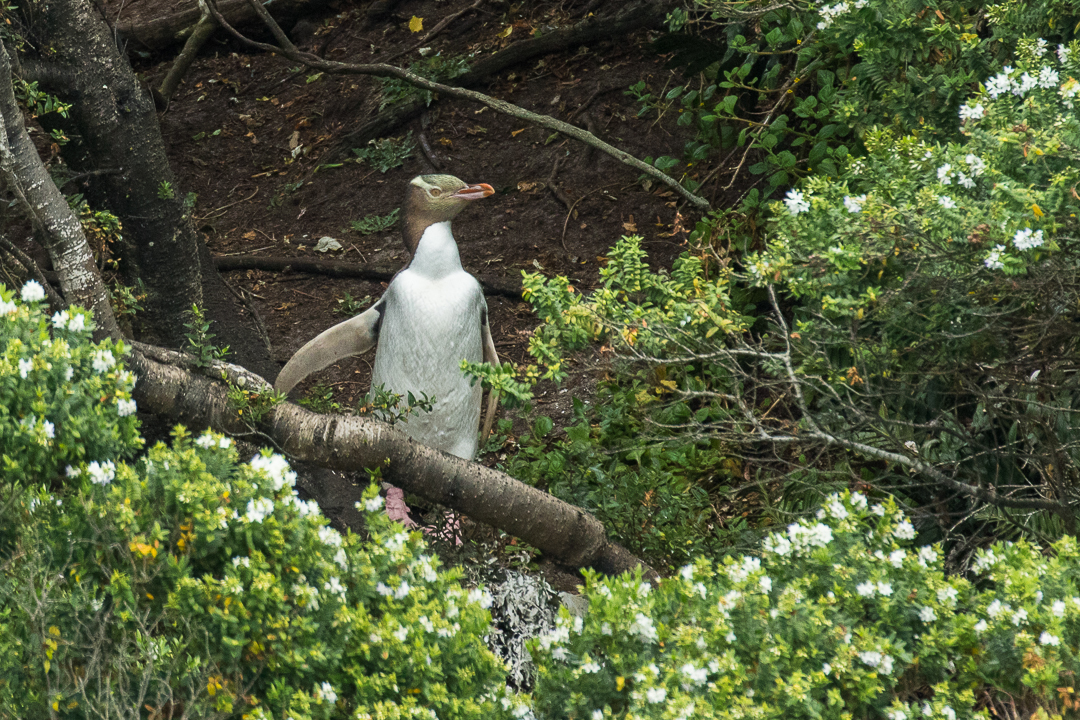
Pinguino nella fitta vegetazione

La stagione riproduttiva del pinguino degli Antipodi va da Settembre a Marzo e a differenza degli altri pinguini preferisce costruire il nido in zone cespugliose con fitta vegetazione (anche fino a 1 km dalla costa) lontano dalle altre coppie. La femmina depone due uova bianche intorno alla seconda metà di Settembre che verranno covate da entrambi i genitori per 40-50 giorni con turni di 1-7 giorni. Dopo la schiusa i piccoli rimangono con i genitori fino all'indipendenza, 4 mesi ca., quando in genere si spostano verso nord; le femmine raggiungeranno la maturità sessuale a 2-3 anni, i maschi a 4-5 anni. Gli adulti, alla fine della stagione riproduttiva restano per circa un mese a pesca per accumulare grasso, che gli servirà durante il periodo della muta (che dura 3 settimane e si svolge nella vegetazione), poiché i pinguini non sono in grado di nuotare e cacciare durante il cambio delle piume non atte al nuoto. La specie è sedentaria e rimane sempre nei luoghi di nidificazione.
Il pinguino occhigialli si nutre prevalentemente di pesce (aringhe, merluzzi), molluschi (calamari) e krill.

## Distribuzione e habitat
È diffuso sulla costa sud-orientale della Nuova Zelanda e nello stretto di Foveaux, oltre che sulle isole Aukland, Stewart e Campbell.
Questi pinguini nidificano nelle foreste, nelle scogliere e nelle praterie costiere neozelandesi.

## Conservazione
Il pinguino degli antipodi è una specie considerata dalla IUCN in pericolo di estinzione (Endangered).
Si calcola che ne siano rimasti circa 5.000 esemplari, il che ne fa la specie di pinguino più rara del mondo. I principali pericoli per questi pinguini vengono dalla distruzione dell'habitat, dai predatori introdotti in Nuova Zelanda e dai cambiamenti climatici globali.

## Curiosità
- Il pinguino dagli occhi gialli compare sulla banconota da 5 dollari neozelandesi.
- Oltre ad essere probabilmente la specie più antica di pinguino, è anche la più longeva, come dimostra un esemplare morto a 36 anni in uno zoo giapponese.[senza fonte]